# Ramón José Cárcano
Pour les articles homonymes, voir Carcano.
Ramón José Cárcano (18 avril 1860, Córdoba - 2 juin 1946, Buenos Aires) est un homme politique argentin.

## Biographie
Il est membre de la Chambre des députés d'Argentine et gouverneur de Córdoba de 1913 à 1916, puis de 1925 à 1928.